# Geert Drexhage
Pour les articles homonymes, voir Drexhage.
Geert Drexhage, né le 16 février 1914 à Amsterdam et mort le 4 octobre 1982 à Maastricht, est un architecte néerlandais. On lui doit notamment Christus Triumfatorkerk dans le quartier de Bezuidenhout à La Haye.

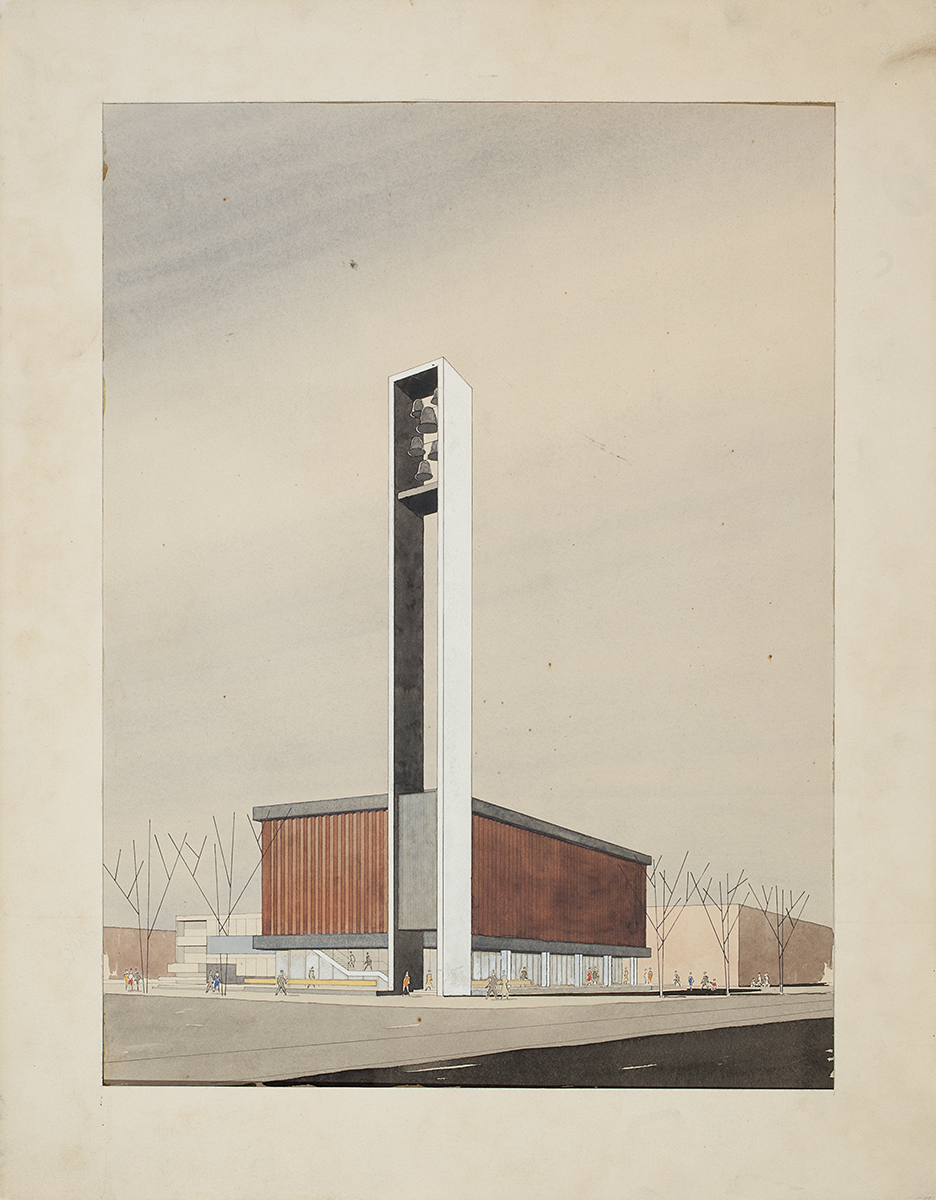
Esquisse de Christus Triumfatorkerk.